# 304 a.C.

## Eventos
- Termina a Segunda Guerra Samnita com a vitória da República Romana. Os samnitas assinam um tratado aceitando a supremacia romana.
- Públio Semprônio Sofo e Públio Sulpício Saverrião, cônsules romanos.
- 119a olimpíada: Andrômenes de Corinto, vencedor do estádio. Ele também havia vencido na olimpíada anterior.[1]